# Stjernen Hockey
Le Stjernen Hockey est un club de hockey sur glace de Fredrikstad en Norvège. Il évolue en EliteHockey Ligaen, l'élite norvégienne.

## Historique
Le club est créé en 1935. Il a remporté le Championnat de Norvège à deux reprises.

## Palmarès
- Vainqueur de le Championnat de Norvège: 1981, 1986.